# Temptastic
Temptastic è il primo EP del gruppo musicale sudcoreano T-ara, pubblicato nel 2010 dall'etichetta discografica Core Contents Media insieme a LOEN Entertainment.

## Il disco
Il 15 novembre 2010 venne annunciato che le T-ara avrebbero pubblicato il loro primo EP. Il 1º dicembre il disco uscì in digitale. L'uscita fisica, prevista per lo stesso giorno, venne posticipata al 3 dicembre, a causa del bombardamento di Yeonpyeong di novembre. "Why Are You Being Like This" venne pubblicato, insieme al suo video musicale, il 23 novembre. I brani "Why Are You Being Like This" e "Yayaya" furono utilizzati come tracce promozionali nelle loro performance nei programmi M! Countdown, Music Bank, Show! Music Core e Inkigayo. Durante le promozioni, il gruppo non seguì, per due volte, delle regole applicate dai programmi televisivi sugli abiti utilizzati in scena, ovvero i pantaloncini indossati dal gruppo, ritenuti troppo corti. Il loro personale fu costretto ad acquistare calze extra e leggings all'ultimo minuto. Le promozioni finirono il 16 gennaio 2011.
Il video musicale di "Yayaya" fu fortemente criticato per i costumi e i gesti stereotipati dei nativi americani compiuti dal gruppo (mettere la mano sulla bocca, "catturare" uno straniero legandolo ad un palo, e vivere in tipi), mostrando la popolazione come incivile.

## Tracce
1. Yayaya – 3:26 (E-Tribe)
2. Why Are You Being Like This (왜 이러니) – 3:57 (testo: Lee Eun Jin (Yangpa) – musica: Kim Do Hoon, Lee Sang Ho)
3. Ma Boo – 3:22 (testo: Kim Do Hoon, Rhymer – musica: Kim Do Hoon)
4. I Don't Know (몰라요) – 3:38 (Shinsadong Tiger, Choi Gyu Sung)
5. It's Okay (괜찮아요) – 3:58 (Choi Gyu Sung)
6. Yayaya (Inst.) – 3:26 (E-Tribe)

## Formazione
- Boram – voce, rapper
- Qri – voce
- Soyeon – voce
- Eunjung – voce, rapper
- Hyomin – voce, rapper
- Jiyeon – voce
- Hwayoung[8] – rapper

## Classifiche
| Classifica (2010) | Posizione massima |
| ----------------- | ----------------- |
| Corea del Sud     | 2                 |